# Adelophryne adiastola
Az Adelophryne adiastola a kétéltűek (Amphibia) osztályába, a békák (Anura) rendjébe és az Eleutherodactylidae családjába tartozó faj.

## Előfordulása
A faj az Amazonas-medencében, Brazília nyugati részén, Kolumbiában (Amazonas és Vaupés megyében), Ecuadorban (Pastaza tartományban) és Peruban honos.

## Megjelenése
Az Adelophryne adiastola kis méretű békafaj. A típuspéldányok (három hím és egy nőstény) alapján a hímek hossza 13–13,7 mm, a nőstényé 13,9 mm. Fejének hossza meghaladja annak szélességét, és kissé szélesebb, mint testének többi része, orr-része lekerekített. Háti bőre szemcsézett. Hallószerve (tympanum) kicsi, de jól kivehető. Kezének és lábának ujjai laposak. Mellső lábának ujjain nincsenek korongok, hanem aszimmetrikusan elhelyezkedő csúcsokban végződnek. Hátsó lábán barázdált, aszimmetrikusan csúcsos korongok találhatók. Nincs úszóhártyája. A kifejlett hímeknek nagy méretű torokzsákja van.